# Чемпионат России по пляжному футболу 2020
Чемпионат России по пляжному футболу 2020 — 16-й чемпионат страны по данному виду спорта. Седьмой чемпионат, который пройдет по новому регламенту.

## Участвующие команды
В регулярном чемпионате принимали участие 8 команд:
- «Дельта» (Саратов)
- «Динамо-Самара» (Самара)
- «Кристалл» (Санкт-Петербург)
- «Крылья Советов» (Самара)
- «Локомотив» (Москва)
- «Спартак» (Москва)
- ЦСКА (Москва)
- «Элмонт» (Королёв)

## Розыгрыш

### Регулярный чемпионат
Шесть лучших команд по результатам круговой стадии выходят в Суперфинал.
Этапы розыгрыша
- Первый этап (15—19 июля) (Москва)
- Второй этап (23—26 июля) (Москва)
- Третий этап (5-9 августа) (Москва)

Начисление очков
- 3 очка − Победа в основное время
- 2 очка − Победа в овертайме
- 1 очко − Победа по пенальти
- 0 очков − Любое поражение

### Суперфинал (19-23 августа) (Санкт-Петербург)

#### Полуфинал
| Спартак                                       | 4:1   | Дельта     |
| --------------------------------------------- | ----- | ---------- |
| Земсков 5′ · Чайковский 6′ · Новиков 20′, 21′ | отчёт | Шкарин 35′ |

| Кристалл                                                              | 6:7   | Локомотив                                                                                     |
| --------------------------------------------------------------------- | ----- | --------------------------------------------------------------------------------------------- |
| Жариков 4′, 15′ (пен.) · Станкович 5′ · Шишин 28′, 34′ · Бриштель 32′ | отчёт | Крышанов 3′ · Волошин 4′ · Никоноров 7′, 29′ · Самохвалов 13′ · Отт 18′ (авт.) · Мамадиев 38′ |

#### Матч за 3 место
| Кристалл                                                                        | 7:3   | Дельта                                     |
| ------------------------------------------------------------------------------- | ----- | ------------------------------------------ |
| Бриштель 5′ · Станкович 7′, 28′ · Отт 20′, 25′ (пен.), 26′ · Жариков 22′ (пен.) | отчёт | Джабаров 18′ · Ермаков 23′ · Панкратов 26′ |

#### Финал
| Спартак                                   | 3:4   | Локомотив                                                |
| ----------------------------------------- | ----- | -------------------------------------------------------- |
| Новиков 3′ · Пархоменко 21′ · Земсков 27′ | отчёт | Волошин 9′ · Крышанов 23′ · Мамадиев 28′ · Никоноров 34′ |

### Статистика
- Лучший бомбардир — Владислав Жариков (8 голов)
- Лучший ассистент — Андрей Новиков (5 передач)